# Mjörn
Mjörn is een meer in het landschap Västergötland in Zweden. Het meer ligt op de grens van de gemeenten Lerum en Alingsås. Het meer heeft een oppervlakte van 55 km² en is maximaal 48 meter diep. Het meer op de plaats waar het meer het langst is 16 kilometer lang en op de plaats waar het meer het breedst is, is het meer 7 kilometer breed. Het meer is qua oppervlakte naar Unden het grootste meer van Västergotland. Het meer is gelegen op 58 meter boven de zeespiegel. In het meer liggen ongeveer 60 eilanden.
Aan de oostelijke oever van het meer liggen onder andere de plaatsen Alingsås en Västra Bodarna. Aan de westelijke oever liggen onder andere Sjövik en Björboholm. In het meer watert vooral af in de rivier de Säveån.

## Vissen
Mjörn staat bekend als een visrijk meer. Om te mogen vissen in het meer heeft men een visvergunning nodig. Het is van 18 verschillende soorten vissen zeker, dat ze in het meer leven. De meest bijzondere van deze vissen zijn de Siberische rivierdonderpad, prikken en de speciale Mjörn zalmforel. De overige vissoorten die in het meer leven zijn: snoek, snoekbaars, paling, brasem, blankvoorn, winde, zeelt, kwabaal, tiendoornige stekelbaars, pos, kleine marene en spiering. Volgens een lokaal gerucht in omgeving van Alingsås zou ook de in Zweden zeldzame meerval in het meer leven, dit gerucht is echter nooit bevestigd.

## Vogelleven
Mjörn is bekend vanwege zijn rijke vogelleven. Er zijn enkele vogelsoorten te vinden, die normaal vooral aan zee leven zoals: de grote mantelmeeuw, scholekster en eidereend. Tijdens de vogeltrek doen veel vogels Mjörn aan. Voorbeelden van vogels die broeden aan of op het meer zijn: de parelduiker, visarend, kleine plevier, middelste zaagbek en de grote mantelmeeuw. Verschillende gebieden aan en op het meer geleden als vogelreservaat.

## Eilanden
Verschillende eilanden in het meer zijn belangrijk vanwege hun grote natuurwaarde. Verschillende kleine eilanden gelden als vogelreservaat. Vanaf de jaren 50 wordt landbouw bedreven op de vier grootste eilanden in het meer. Tegenwoordig leven er nog twee boeren op de eilanden, een op Bokö en een op Kärleken.